# Étrépagny
Étrépagny é uma comuna francesa na região administrativa da Normandia, no departamento de Eure. Estende-se por uma área de 20,39 km². Em 2010 a comuna tinha 3 835 habitantes (densidade: 188,1 hab./km²).